# Hafslund (azienda)
Hafslund Produksjon Holding AS è una municipalizzata norvegese, interamente partecipata dal comune di Oslo, che opera come holding di diverse società attive nel settore energetico attraverso la produzione, commercializzazione e distribuzione di energia idroelettrica (attraverso Hafslund Eco Vannkraft) e di teleriscaldamento (attraverso Hafslund Oslo Celsio).
Il gruppo possiede anche il 50% di Eidsiva Energi e quindi il 50% della società di rete norvegese Elvia, oltre a banda larga e biocalore. Hafslund AS possiede anche il 49% di Fredrikstad Energi AS. Il gruppo ha anche la proprietà di Hafslund New Energy con attività nell'ambito dell'elettrificazione e Hafslund è uno dei tre partner della partnership eolica offshore Blåvinge insieme a Fred. Olsen Renewables e Ørsted.

## Storia
La società fu fondata il 18 marzo 1898 per costruire la centrale idroelettrica di Hafslund, lungo il Glomma, per rifornire di elettricità una fabbrica di carburi.  La costruzione iniziò già nel 1896,  e la centrale fu completamente realizzata nel 1899 con una capacità installata di 5200 kW.  Nel 1907 la domanda di energia raggiunse la quantità che la centrale di Hafslund poteva coprire e fu costruita una linea di transizione per la centrale elettrica di Kykkelsrud. Questo segnò l'inizio dell'espansione di Hafslun. Nel 1910 tutte le azioni della Kykkelsrud furono trasferite alla Hafslund e nel 1912 fu acquisita la Vamma Fossekompani.  Hafslund AS è stata costruita con il capitale della tedesca Schuckert & Co., ma nel 1916 tutte le azioni furono acquistate. Oltre alla produzione di energia, Hafslund aveva operazioni nel settore metallurgico e, dopo aver acquistato Nygaard & Co nel 1986, Hafslund aveva anche attività farmaceutiche (Hafslund Nycomed, 1986-1996). Hafslund possedeva anche una rete regionale e una rete di distribuzione.
All'inizio degli anni 2000, Hafslund si è espansa con attività nell'ambito della rete, del teleriscaldamento, dei servizi di appalto, della distribuzione di energia elettrica ai clienti finali, delle telecomunicazioni e dei servizi di sicurezza. I servizi di appalto sono entrati successivamente a far parte della società quotata Infratek ASA, mentre i servizi di sicurezza e le attività di telecomunicazione vennero venduti. Hafslund AS ha successivamente attraversato numerosi processi di ristrutturazione.

### 2017: fuori dalla Borsa
Hafslund ASA è stata quotata alla borsa di Oslo fino al 4 agosto 2017: OSE: HNA (azioni A) OSE: HNB (azioni B). Nella primavera del 2017, i due maggiori azionisti, il comune di Oslo e Fortum, hanno concordato di far uscire dal listino Hafslund e ristrutturare la società. Il comune di Oslo possedeva il 100% della nuova società Hafslund AS e ha mantenuto le operazioni di rete, nonché la società idroelettrica Hafslund Produksjon con il 90% di proprietà attraverso la società idroelettrica E-CO Energi AS, interamente di proprietà del comune. Hafslund strøm, con la vendita di energia elettrica, è stata trasferita a Fortum. La società di teleriscaldamento Hafslund varme e l'impianto di incenerimento dei rifiuti di Klemetsrud sono diventati un'unica società, Fortum Oslo Varme, con proprietà condivisa tra il comune di Oslo (50%) e Fortum (50%).

### 2018: nasce Hafslund Eco
Il 20 giugno 2018, il consiglio comunale di Oslo ha deciso di fondere Hafslund AS e E-CO Energi AS in una nuova società interamente controllata. Hafslund Eco AS è stata fondata il 4 luglio 2018 e ha riunito la produzione di energia idroelettrica di Glomma (Hafslund AS) e Aurland, Hallingdal e Valdres (di E-CO Energi AS) in un gruppo idroelettrico più ampio.
Nel 2019 Eidisiva Energi e Hafslund Eco hanno concordato di raccogliere energia idroelettrica a Hafslund Eco Vannkraft e le operazioni di rete a Elvia sotto Eidsiva Energi. Hafslund Eco ha ottenuto il 50% della proprietà di Eidsiva Energi, mentre Innlandet Energi Holding possiede le azioni rimanenti. Innlandet Energi Holding è diventata anche azionista di minoranza di Hafslund Eco Vannkraft. Hafslund Produksjon Holding non è stata inclusa nella transazione, in quanto le centrali elettriche della società sono state costruite prima che il regolamento sulle licenze idroelettriche fosse stabilito in Norvegia.

### 2022: il gruppo rinominato Hafslund
Nel maggio 2022, Fortum Oslo Varme è stata acquisita da Hafslund Eco, Infranode e HiTecVision. Hafslund Eco è diventata proprietaria al 60% della società di teleriscaldamento, che dopo la transazione si chiama Hafslund Oslo Celsio. Nello stesso periodo, il gruppo cambia nome da Hafslund Eco AS a Hafslund AS. L'acquisizione di Hafslund Oslo Celsio ha ricevuto attenzione poiché una premessa importante per la transazione era che avrebbe investito a Klemetsrud, il più grande impianto di rifiuti che l'azienda possiede e gestisce.